# U-2356
U-2356 – niemiecki okręt podwodny (U-Boot) przybrzeżnego typu XXIII z okresu II wojny światowej. Wszedł do służby w 1945.

## Historia
Stępkę położono 21 października 1944 w stoczni Deutsche Werft w Hamburgu, okręt zwodowano 19 grudnia, wszedł do służby 12 stycznia 1945.
Do zakończenia wojny U-2356 nie osiągnął gotowości bojowej i nie wykonał żadnego patrolu bojowego, więc nie zatopił żadnej jednostki przeciwnika.
Poddany 5 maja 1945 w Cuxhaven (Niemcy), przebazowany  21 czerwca do Lisahally (Irlandia Północna), zatopiony 6 stycznia 1946 ogniem artyleryjskim niszczyciela HMS „Onslaught” podczas operacji Deadlight.